# Tanto Tempo
A 2000-es Tanto Tempo Bebel Gilberto nagylemeze. Szerepel az 1001 lemez, amit hallanod kell, mielőtt meghalsz című könyvben.

## Az album dalai
|     | Cím                    | Hossz |
| --- | ---------------------- | ----- |
| 1.  | Samba da Benção        | 4:47  |
| 2.  | August Day Song        | 4:37  |
| 3.  | Tanto Tempo            | 3:01  |
| 4.  | Sem Contenção          | 3:10  |
| 5.  | Mais Feliz             | 4:17  |
| 6.  | Alguém                 | 4:04  |
| 7.  | So Nice (Summer Samba) | 3:32  |
| 8.  | Lonely                 | 2:24  |
| 9.  | Bananeira              | 3:26  |
| 10. | Samba e Amor           | 3:28  |
| 11. | Close your Eyes        | 4:14  |

## Fordítás
Ez a szócikk részben vagy egészben a Tanto Tempo című angol Wikipédia-szócikk ezen változatának fordításán alapul.  Az eredeti cikk szerkesztőit annak laptörténete sorolja fel. Ez a jelzés csupán a megfogalmazás eredetét és a szerzői jogokat jelzi, nem szolgál a cikkben szereplő információk forrásmegjelöléseként.